# 超奇異質數
在月光理論的數學分支中，超奇異質數（Supersingular prime）是怪兽群（Monster group，最大的簡單散在群）“M”階數的質因數 。超奇異質數只有15個：包括前11個質數（2、3、5、7、11、13、17、19、23、29、31）、41、47、59和71。（OEIS數列A002267）
不是超奇異質數的質數有37、43、53、61、67，以及任何大於或等於73的質數。所有超奇異質數都是陳素數，但是不是不是超奇異質數的37、53和67也是陳素數，並且有無數個大於73的陳素數。
超奇異質數與以下所述超奇異橢圓曲線的概念有關。對於素數“ p”，以下等價：
1. 模曲線 X0+(p) = X0(p)/wp，其中 wp 是Fricke involution（英语：Fricke involution）的X0(p)，其特征為零。
2. 可以在素子場（prime subfield）上定義特徵“p”中的所有超奇異橢圓曲線 Fp.
3. 怪物組的階數可被“p”整除。

上述等價敘述是由安德魯·奧格提出。奧格在1975年證明滿足第一個條件的素數，恰好是上面列出的15個超奇數素數，此後不久就得知（當時是猜想的）零星簡單群的存在，這些群正好把這些素數作為素數除數。這種奇怪的巧合即為怪兽月光理论的基礎。
三個非超奇異素數以另外兩個簡單散在群的階數出現：37和67是里昂群階數的因數，以及37和43是揚科群J4階數的因數。可以立即得出結論，這兩個不是魔群組的子商（它們是六個低群中的兩個）。其他的散在群（包括其他四個低群，若提次群可計入散在群的話，也包括提次群）也具有僅超奇質數的階。 實際上，除了小怪獸群以外，它們都只能被小於或等於31的素數整除的階，不過只有怪獸群的因數包括所有的超奇異質數。超奇異質數47是小怪獸群階數的因數，而其他三個超奇異質數（41、59和71）只是怪獸群的因數，不是其他散在群的因數。